# 増岡正剛
増岡 正剛（ますおか せいごう、1932年3月7日 - 1996年10月9日）は、日本の実業家。増岡組3代目社長。

## 来歴・人物
増岡組の実質的創業者・増岡登作の五男として広島県呉市に生まれた。1955年に増岡組に入社し、翌1956年に増岡組及び鉄鋼ビルディング両社の取締役に就任した。1960年に増岡組常務に、1967年に代表取締役に就任した。1968年には広島県建設工業協会理事及び建設業労働災害防止協会広島県支部呉分会会長に就任している。1969年に増岡商事取締役及び鉄鋼ビルディングの常務に就任し、1973年に増岡組副社長及び鉄鋼ビルディング専務に就任した。この年には呉建設工業協同組合理事に就任に就任している。1976年に増岡商事社長に就任し、翌1977年に増岡組3代目社長及び中国砂利（中国物産の前身）取締役に就任した。同年増岡商事社長を退いたが翌1978年に再び同社の社長に就任した。また同じ年に日本建設業経営協会理事及び東京建設業協会参与に就任している。1982年に鉄鋼ビルディング副社長及び呉建設工業協会会長に就任し、1988年ダック（増岡組の関連企業。同名の引越業者とは無関係）・ビル管財両社の社長及び中国物産監査役に就任した。1994年ダックの社長を辞任、会長に退いた。

## 叙勲・褒章
- 1988年　建設大臣表彰[2]
- 1990年　黄綬褒章受章[2]

## 家族・親族
増岡正剛の祖父・久吉は増岡組の前身・増岡商店の創業者であり、父・登作は久吉の長男にあたる。政治家の増岡博之は正剛の次兄、増岡組3代目社長の増岡重昂は三兄。鉄鋼ビルディング・ビル管財の顧問・増岡隆一は重昂の長男で、正剛からみると甥にあたる。
正剛の妻・洋子は元日本輸出入銀行総裁・古沢潤一の長女。古沢の妻、すなわち正剛の義母は元内閣総理大臣・鳩山一郎の長女なので、増岡正剛は鳩山一郎の孫娘と結婚したことになる。増岡商事・ダック両社の社長及びダックケーブルの会長を務める増岡聡一郎は正剛・洋子夫妻の長男。鳩山由紀夫・邦夫兄弟は正剛の義理の従弟にあたる（正剛の妻・洋子と鳩山兄弟がいとこ同士）。